# مجتمع سادکی

یک مجتمع سادکی ۳ بعدی

در ریاضیات، مجتمع سادکی (به انگلیسی: Simplicial Complex)، از نقاط، پاره خطها، مثلثها و معادل آنها در ابعاد بالاتر ساخته شده‌است. مجتمع‌های سادکی را نباید با مفهوم ذهنی مجموعه سادکی که در نظریه هومولوژی مدرن آمده اشتباه گرفت.

## تعریف
یک مجتمع (متناهی) سادکی {\displaystyle K} روی مجموعه اعداد حقیقی در d بعد، مجموعه‌ای از سادک‌هاست که:
1. هر صورت از یک سادک در {\displaystyle K} خود یک سادک از {\displaystyle K} است.
2. اشتراک هر دو سادک از {\displaystyle K} یا تهی است یا یک صورت مشترک از هردو سادک است.

به هر سادک در یک مجتمع سادکی که بخشی از صورت یک سادک بزرگتر نیست، یک صورتک می‌گویند (به تفاوت آن با یک صورت توجه کنید).